# Павлодарский уезд
Павлода́рский уе́зд — административно-территориальная единица в составе Семипалатинской области Российской империи и РСФСР.
Уездный центр — город Павлодар.

## История
Уезд образован 21 октября 1868 года из частей Баянаульского и части Акмолинского внешнего округов, из частей Тобольской и Томской губерний по правобережью.
В конце XIX века в Павлодарском уезде было 16 кочевых волостей. Во главе волостей стояли волостные старшины, а затем их сменили при Советской власти председатели волостных исполкомов.
С 1905 года, согласно Столыпинской аграрной реформе, началось переселение в уезд крестьян из Европейской России.
26 августа 1920 года декретом ВЦИК РСФСР была образована Киргизская Автономная Советская Социалистическая Республика в составе СССР.
27 февраля 1921 года из Омской губернии Павлодарский уезд (в количестве 31 волости) передан в состав Киргизской (с 1925 года — Казахской) АССР.
В 1928 году в уезде было более 50 волостей. 17 ноября 1928 года в связи с новым экономическим строительством и советизацией аула Павлодарский уезд был преобразован в Павлодарский округ в составе 9 районов.

## Население
Казахи составляют 90 % населения и др.:
Кереи (Аксары, Курсары, Ашамайлы), Уаки (Шога), Кипчаки (Кулан, Кара), Найманы (Каратай, Каракерей, Байгана, Бура), Аргыны (басентеин, суйиндык), 78 % в казахском населении.

## Административно-территориальное деление

### Kрестьянские
Александровская, Баянаульская, Беловодская, Белоцерковская, Богдановская, Вознесенская, Галкинская, Голубовская, Ермаковская, Иртышская, Лебяжинская, Марковская, Михайловская, Новоалексеевская, Новоивановская, Орловская, Павлодарская, Песчанская, Рождественская, Романовская, Татьяновская, Украинская, Урлютюбская, Фёдоровская, Ямышевская.

### Киргизские кочевые
Аккольская, Алтыбаевская, Атагозинская, Баскудукская, Баянаульская, Белоцерковская, Бескарагайская, Бёстауская, Далбинская, Жадыгерская, Жалаулинская, Калмаккырганская, Карамолинская, Караобинская, Караоткельская, Коряковская, Куваткалинская, Кызылагашская, Кызылтауская, Майгульская, Маралдинская, Муздыкольская, Орловская, Павлодарская, Сейтеневская, Теренкольская, Уруковская, Шакнанская, Шидертинская.